# Comté de Coorow
Le Comté de Coorow est une zone d'administration locale au sud-est de l'Australie-Occidentale en Australie. Le comté est situé à 130 km au sud de Geraldton et à 290 kilomètres au nord de Perth, la capitale de l'État. 
Le centre administratif du comté est la ville de Coorow.
Le comté est divisé en un certain nombre de localités :
- Coorow
- Green Head
- Leeman
- Marchagee
- Waddy Forest
- Warradarge

Le comté a 8 conseillers locaux et n'est pas divisé en circonscriptions.